# Konsthandel
Konsthandel är handel med konst. Den som har det som yrke är en konsthandlare.
Den internationella konsthandeln uppskattades 2014 omsätta omkring 50 miljarder dollar per år men är trots det nästan helt oreglerad. Transparensen är mycket låg och enligt finanspolisen hör konsthandeln till de branscher som är minst benägna att anmäla misstänkt penningtvätt.